# Psilopa meneghinii
Psilopa meneghinii är en tvåvingeart som beskrevs av Canzoneri 1986. Psilopa meneghinii ingår i släktet Psilopa och familjen vattenflugor. Inga underarter finns listade i Catalogue of Life.